# میمند (شهربابک)
مِیمَند، یک روستا از توابع بخش مرکزی شهرستان شهربابک در استان کرمان ایران است. میمند، روستایی صخره‌ای و دستکند با ۱۲۰۰۰ سال قدمت است. میمند در منطقه‌ای مستقل و نیمه‌خشک در انتهای دره‌ای واقع در جنوب رشته‌کوه‌های مرکزی ایران قرار دارد. از مکان‌های دیدنی این روستا می‌توان به آتشکده و حمام قدیمی آن اشاره کرد. ساکنان آن از نوادگان عیلامیان هستند. این روستا در سال ۲۰۱۵ در فهرست میراث جهانی یونسکو قرار گرفت.

## تاریخ
میمند شهربابک روستایی صخره‌ای و دستکند با چند هزار سال قدمت یادآور دورانی است که انسان‌ها خدایان خود را در بلندای کوه‌ها جستجو می‌کردند و کوه، نشانهٔ استواری و توان و پایداری و اراده شناخته می‌شد. این بنای دستکند باستانی، بی‌گمان از نخستین سکونتگاه‌های بشری در ایران به‌شمار می‌رود، دورانی که هنوز ایرانیان مهرپرست بودند و کوه‌ها را مقدس می‌شمردند. چند هزار سال پیش، انسان‌هایی دل سنگ‌ها را شکافتند و یادگاری را به جا گذاشتند که امروزه پس از گذشت سالیان همچنان نماد عزم و اراده و اقتدار اجداد ایرانی به‌شمار می‌رود. هنوز کسی به‌درستی آگاه نیست که این مجموعه به‌دست چه کسانی به وجود آمده و انگیزه این مردم از ساخت چنین بناهایی چه بوده است.
در رابطه با پیدایش سازه‌های زیرزمینی میمند دو نظریه مطرح شده است:
- نخست این که مجموعهٔ میمند در سده‌های هشتم و هفتم پیش از میلاد هم‌زمان با مادها که در غرب ایران آثار معماری صخره‌ای متعددی را به یادگار گذاشته‌اند، توسط گروهی از اقوام آریایی به وجود آمده است. این احتمال نیز وجود دارد که بناهای صخره‌ای میمند ناشی از اعتقادات آیین مهرپرستی بوده باشد چرا که یکی از ارکان این آیین، مبتنی بر شکست‌ناپذیری و جاودانگی پدیده‌ها است و همین عقیده آن‌ها را به سوی تقدیس کوه‌ها کشانده است و معماران و حجاران میمندی که شاید آیین مهرپرستی داشته‌اند، معتقدات مربوط به آیین خود را در معماری سکونتگاه‌های خود پیاده کرده‌اند.[۳]
- میمند شهربابک احتمالاً متعلق به سده‌های دوم و سوم میلادی است. در زمان اشکانیان در بخش جنوبی کرمان قبایل کوچ‌نشین به هر سو کوچ می‌کردند. این قبیله‌ها در دوره اشکانیان به‌طور کامل جابه‌جا نشده بودند و در اواخر دوره اشکانیان و اوایل دوره ساسانیان نقاط خوش آب و هوا را برای سکونت انتخاب می‌کردند. وجود محلی موسوم به دژ میمند، که در آن بیش از ۱۵۰ اتاق مدور سنگی ساخته شده که دخمه‌هایی برای قرار دادن اموات بوده است به این نظریه قوت می‌بخشد زیرا با توجه به موقعیت این استودان‌ها به نظر می‌رسد که گورستان یاد شده مربوط به دوران ساسانیان بوده است، چرا که طبق سنت آن زمان، دخمه‌ها در منطقه‌ای کوهستانی و به دور از شهر و محل سکونت ساخته شده بودند.[۴]

علاوه بر نظریه‌های فوق و بر اساس سنگ‌نگاره‌ها و نقش و نگارهای صخره‌ای موجود در این منطقه، با صحنه‌های شکار که دلالت بر زندگی اهالی گذشته منطقه می‌نماید، قدمت میمند به چند هزار سال پیش بر می‌گردد. مطالعات انجام‌شده بر سفال‌های کشف‌شده در این منطقه نیز نشان می‌دهند که نمونه‌های یافت‌شده مربوط به دوره‌های مختلفی از جمله اشکانی، ساسانی، و اسلامی هستند.
میمند به‌دلیل استحکام دفاعی در طول تاریخ کمتر دستخوش تحولات بنیادی و اجتماعی شده است و بیشترین تغییر در آن مربوط به چند دههٔ اخیر است. بر اساس یک نظریه، با توجه به مستندسازی سنگ‌نگاره‌هایی در ۸ کیلومتری جنوب میمند شهربابک که در بیشتر آنها نقش شکار دیده می‌شود و توسط یک هیئت فرانسوی حدود ۳۵ سال پیش انجام شد، قدمت این روستا ۱۲ هزار سال تخمین زده شده است.
بررسی سنگ‌نگاره‌ها در جهان از رشته‌های مهم باستان‌شناسی است. در بخش‌های مختلف کشور ایران به‌خصوص در مناطق کوهستانی سنگ‌نگاره‌های بسیار زیادی شناسایی شده که تاکنون به علت نبود امکانات و تخصص‌های ویژه، تحقیقات گسترده‌ای در این زمینه انجام نگرفته است. لورواگوران باستان‌شناس ایتالیایی با توجه به سنگ‌نگاره‌های یافت‌شده، قدمتی در حدود ۶ تا ۱۲ هزار سال برای تمدن میمند پیش‌بینی کرده است.
با کمک کارشناسان اروپایی و استرالیایی طی طرحی ویژه روی سنگ‌نگاره‌های روستای میمند، تحقیقات ویژه‌ای به‌منظور سال‌یابی دقیق این سنگ‌نگاره‌ها آغاز می‌شود. «فریبا کریمی»، مسئول بررسی‌های ویژه بر سنگ‌نگاره‌های میمند شهربابک در این باره گفت: «با توجه به اهمیت سنگ‌نگاره‌ها در نشان دادن بخش‌هایی از شرایط تاریخی منطقه و به‌دلیل نبود امکانات و تکنولوژی بررسی سنگ‌نگاره‌ها در کشور قصد داریم با کمک کارشناسان اروپایی و استرالیایی بر روی سنگ‌نگاره‌های میمند و تاریخ‌گذاری آن‌ها اقداماتی را انجام دهیم.» کریمی همچنین در مورد اهمیت مطالعهٔ سنگ‌نگاره‌های میمند، گفت: «بررسی سنگ‌نگاره‌ها در کنار بررسی‌های باستان‌شناسی دیگر در روستا می‌تواند بخشی از شرایط زندگی و هنری و معیشتی ساکنان این منطقه را روشن‌تر سازد و به موضوع تاریخ‌گذاری دقیق روستای میمند شهربابک کمک کند.»
تاکنون ۶۵ صحنه سنگ‌نگاره در این منطقه شناسایی شده است. به گفتهٔ کریمی در میان این نقوش، صحنه‌هایی از شکار، جنگ، نقوش حیوانات نظیر سگ، اسب و به‌طور ویژه، بز دیده می‌شود. دو نمونه از این نقوش، از سنگ‌نگاره‌های بی‌نظیر در ایران محسوب می‌شوند. یکی از این نقوش، دارای رنگ است و دیگری تصویری از صحنهٔ شکار با تیر و کمان را نشان می‌دهد.
بر پایهٔ افسانه‌های میمند، روزی این روستا به‌وسیلهٔ مردی که از سوی خورشید می‌آید، به شکوه قدیمی بازمی‌گردد.

## معماری
مسکن در میمند، از روی هم گذاردن سنگ و آجر و غیره پدید نیامده، یعنی در فضای باز ساخته نشده، بلکه با از میان برداشتن انبوهی از خاک شکل گرفته و انسان نیاز به خشت و آجر و ملات نداشته است، بلکه می‌بایست توده‌هایی را برمی‌داشته تا پناهگاه مهیا شود. به همین دلیل برای اتاق، تاقچه در اندازه‌های گوناگون برای جای رختخواب، ظروف، صندوق، چراغ و … کنده شده است. به همین دلیل کنار دیوارهای خانه‌های میمند، گنجه گذارده نمی‌شود، بلکه با کندن دیوار، حفره یا تاقچه‌ای به‌وجود می‌آید که اشیاء و لوازم در آن‌ها گذاشته شده یا در آن‌ها آویزان می‌گردند. کل یک خانه که ممکن است شامل یک یا چند اتاق و اصطبل باشد یک «کیچه» است. هر کیچه یک ورودی مشترک دارد و در پاگرد ممکن است طویله در یک سو و اتاق نشیمن در طرف دیگر باشد. همهٔ کیچه‌ها یک ساختار ندارند. هم اندازه و هم تعداد اتاق‌ها متفاوت است.
جدا کردن اتاق از پستو یا پوشانیدن برخی از تاقچه‌ها با پرده‌های پارچه‌ای صورت می‌گیرد. «کلیدون» در دیوار کنار درِ ورودی نصب می‌شود، کلید را در آن قرار می‌دهند تا زبانه، پشت در قرار گیرد. دمای این اتاق‌ها حدود ۵ درجه متفاوت با بیرون است. در سال ۱۳۸۳ در بهمن ماه در حالی‌که دما در بیرون، ۱۰ درجهٔ سانتی‌گراد بود، در درون ۱۵ درجه و در خرداد ۱۳۸۴ در حالی‌که دمای بیرون، ۲۴ درجه سانتی‌گراد بود، دمای درون کیچه‌ها ۱۸ درجهٔ سانتی‌گراد بود.
ایجاد اجاق و در زبان محلی «دیدوُن» در درون اتاق‌ها و سوزاندن هیزم طی سالیان متمادی در آن موجب سیاهی رنگ سقف و بدنهٔ اتاق‌ها شده و برپا کردن آتش و تهیه غذا در درون اتاق‌ها باعث گردیده تا بدنه داخل اتاق‌ها ایزولاسیون شده و باعث عمر بیشتر اتاق‌ها شود. اکنون دیگر در خیلی از اتاق‌ها آتش افروخته نمی‌شود و این موضوع، باعث شده تا خاک سقف‌ها به آهستگی ریزش پیدا کند. اندازهٔ این اتاق‌ها که البته از نظر هندسی منظم نیستند، متفاوت است و یک اتاق ۳×۴ به بلندی ۹۰/۱ تا ۱۰/۲ متر معمولی است و بزرگ‌ترین کیچه از ۹۰ متر مربع تجاوز نمی‌کند. کف‌پوش‌ها اکثراً نمد، مخشیف، گلیم یا قالیچه به اندازه‌های متفاوت در اندازه‌های ۱۵۰×۱ و ۴۰/۱×۸۰/۱ متر است.
روستای میمند، دارای ۴۰۶ کیچه و ۲۵۶۰ اتاق است.

## مردم‌شناسی
اهالی میمند، کشاورز و دامدار نیمه‌عشایری هستند. آنها دام‌های خود را در مراتع کوهستانی پرورش می‌دهند و در فصل بهار و پاییز در سکونتگاه‌های موقت زندگی می‌کنند. در طول ماه‌های زمستان، آنها درون دره، در غارهایی که از صخره‌های نرم (کامار) تراشیده شده‌اند، زندگی می‌کنند که شکلی غیرعادی از مسکن در یک محیط خشک و بیابانی است. این چشم‌انداز فرهنگی نمونه‌ای از سیستمی است که به‌نظر می‌رسد در گذشته گسترده‌تر بوده و به‌جای حیوانات، جابجایی افراد را در بر می‌گیرد. بیشتر ساختمان‌های فصلی تا حد زیادی در هر فصل بازسازی می‌شوند که بازتابی از یک رویه سنتی هستند که برای نسل‌ها ادامه داشته است.
ساکنان این روستا دارای آداب و رسوم خاص هستند و در زبان و گویش آن‌ها هنوز از کلمات پارسی پهلوی استفاده می‌شود.

## طبیعت

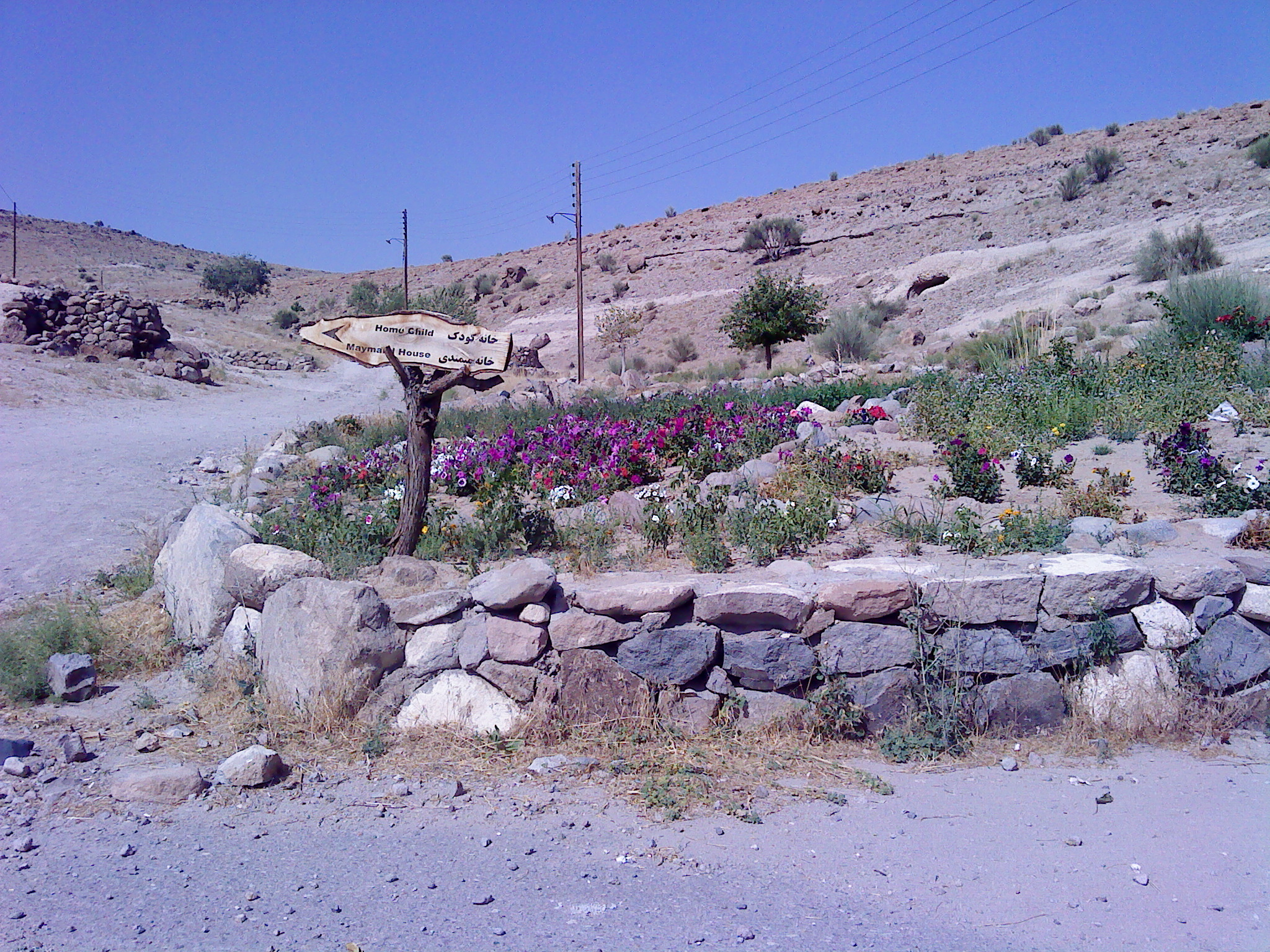
فضای سبز ورودی میمند شهربابک

روستای میمند در مرز مشترک دشت و کوهستان قرار دارد و این دشت در فاصله شهر بابک و میمند قرار داشته و در گذشته پوشیده از درختان پسته و بادام وحشی بوده است که در حال حاضر محدود به دشت‌های اطراف روستای میمند می‌شود. کمی نزدیک‌تر به روستای میمند نیز درختان توت و شاه‌توت به وفور یافت می‌شود. دشت میمند همچنین دارای جانورانی همچون مار، سوسمار، جوجه‌تیغی، لاک‌پشت، خرگوش و … است. به‌علاوه در کوهستان‌های میمند نیز حیوانات وحشی مختلفی همچون آهو، پلنگ، گرگ، روباه، بز کوهی، کبک و پرندگان وحشی یافت می‌شود.
پوشش گیاهی میمند از نوع استپ کوهپایه‌ای است و بوته‌های کوتاه و درختان جنگلی پراکنده در منطقه دیده می‌شود. مهم‌ترین گیاهان منطقه عبارت‌اند از درختان پسته کوهی (بنه)، بادام کوهی، بوته‌های زارچ و گیاهان داروئی شامل، آلاله، آویشن، بابونه، پونه، کلپوره؛ مهم‌ترین محصولات کشاورزی میمند نیز عبارت‌اند از گردو، بادام، انگور و گلابی که در دره‌های سرسبز منطقه در حواشی چشمه‌ها یافت می‌شوند. چندین رود فصلی، تعدادی قنات و چند چشمه در میمند و اطراف آن وجود دارد که موجب رونق کشاورزی در این منطقه گردیده است.

## اقلیم
بر پایهٔ اطلاعات سازمان هواشناسی کشوری مربوط به ایستگاه سینوپتیک شهربابک، اقلیم میمند از نوع معتدل کوهستانی بوده و دارای زمستان‌های سرد همراه با بارندگی و تابستان‌های نسبتاً معتدل است؛ میانگین دمای ماه‌های آذر، دی، بهمن و اسفند کمتر از ۱۰+ درجه سانتی‌گراد و میانگین دمای ماه‌های فروردین، خرداد، تیر، مرداد و شهریور بیشتر از ۲۰+ درجه سانتی‌گراد و حداکثر و حداقل دما به ترتیب ۴٫۳۰ و ۲۸٫۶ درجه سانتی‌گراد است. میانگین بارش سالانه ۱۶۲ میلی‌متر در سال است که بیشترین بارش در فصل زمستان است. میانگین سالانهٔ رطوبت نسبی ۳۴ درصد است که حداکثر در آذرماه حدود ۵۵ درصد و حداقل آن در مردادماه نزدیک ۲۰ درصد است.

## ثبت ملی و جهانی

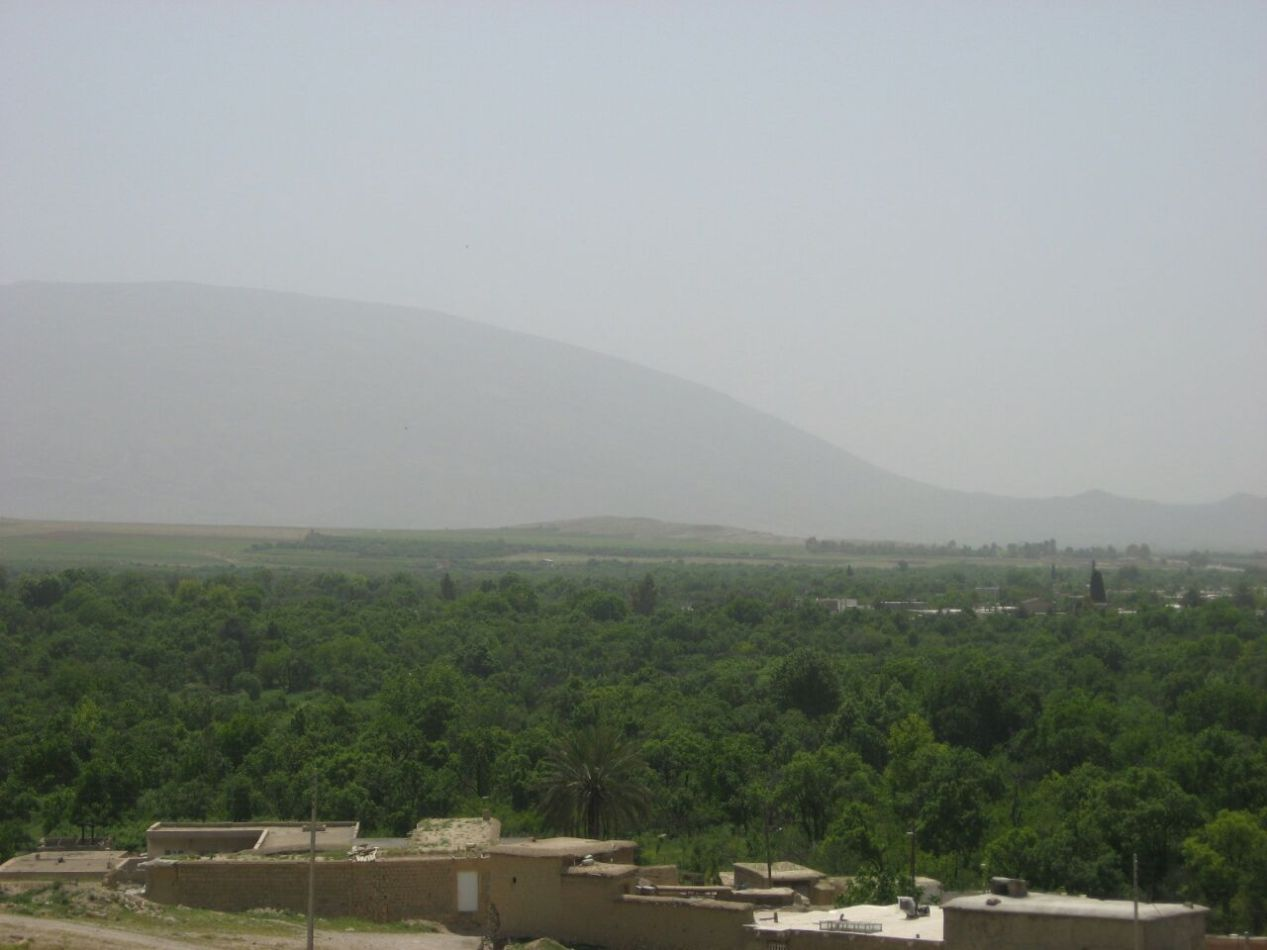

میمند با نام «دهکدهٔ صخره‌ای میمند» در تاریخ ۱۰ مهر ۱۳۸۰ با شمارهٔ ثبت ۴۱۳۵ به‌عنوان یکی از آثار ملی ایران به ثبت رسیده است. این روستا همچنین در سال ۲۰۱۵ در فهرست میراث جهانی یونسکو قرار گرفت.
این روستا هفتمین منظر فرهنگی-طبیعی و تاریخی جهان بود که جایزهٔ ملینا مرکوری را دریافت کرد.[نیازمند منبع] جایزهٔ ملینا مرکوری جایزه‌ای است که از سوی دولت یونان و با همکاری مجامع فرهنگی بین‌المللی مانند یونسکو و ایکوموس (شواری حفاظت از بناها و محوطه‌های تاریخی) به آثاری اهدا می‌شود که دارای شرایط و ضوابط فرهنگی، طبیعی و تاریخی منحصر به فرد باشد. روستای میمند شهربابک در مهر ۱۳۸۵ نیز به‌عنوان روستای نمونهٔ ملی گردشگری معرفی گردید.
مدارک برای نامزدی میمند در جایزهٔ معماری آقاخان ارسال شده است.

## گردشگری

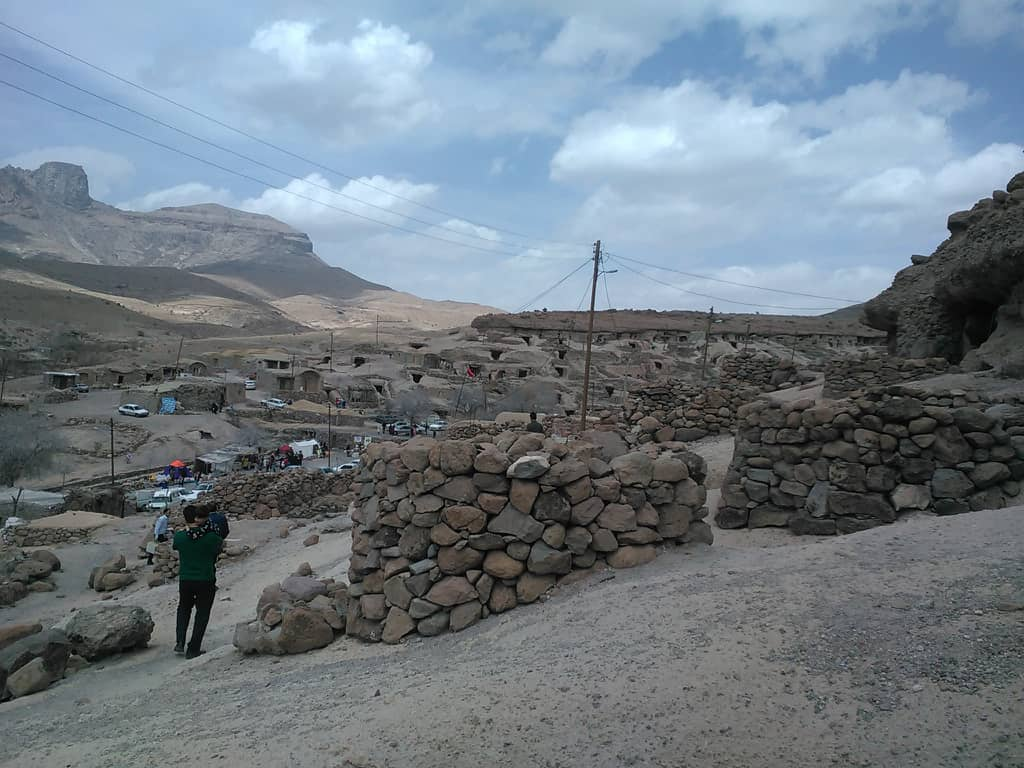
روستای سنگی میمند نوروز ۱۳۹۸

مسیر روستا میمند ۱۵ کیلیومتری شهر بابک جدا می‌شود و ۱۵ کیلومتر دیگر باید طی کنید و به روستای سنگی میمند برسید. هزینه ورود هر ماشین در سال ۱۳۹۸ مبلغ ۱۵ هزارتومان یا هر نفر ۳ هزارتومان بوده است. علاوه بر خانه‌های سنگی روستا که در دل کوه حفر شده‌اند روستا دارای دو مکان مهم است ۱- مسجد سنگی (با سقفی از سنگ) که البته از لحاظ روشنایی کار ضعیف صورت گرفته و تنها یک لامپ داخل ان روشن بود. ۲- آتشکده که به موزه تبدیل شده و بازدید از ان رایگان است و کلی وسائل قدیمی و جالب را در خود جای داده است و دارای روشنایی مناسبی نیز می‌باشد. یک اقامت گاه بوم گردی خوب هم در روستا ایجاد شده که اگر وضع مالی یتان خوب هست پیشنهاد استفاده از ان در یک شب ارزش خواهد داشت. در کنار مسجد سرویس‌های بهداشتی وجود دارد و به نظر می آمد جدید باشند و اب گرم و داشتن مایع دستشویی از مزایای ان بود. نکته مهم در بازدید از میمند خرید محصولات محلی مثل ماست و کشک و گیاهان دارویی است که پیشنهاد می‌شود حتماً خریداری کنید و ارزش دارد. قیمت‌ها هم مناسب بود. در مورد غذا قیمت‌ها بالاتر از شهر بود و پیشنهاد می‌شود اگر عیال‌وار سفر می‌کنید می‌توانید نهار را در رستوران‌های شهر بابک بخورید . منبع